# Distremocephalus beutelspacheri
Distremocephalus beutelspacheri är en skalbaggsart som beskrevs av Juan A. Zaragoza 1986. Distremocephalus beutelspacheri ingår i släktet Distremocephalus och familjen Phengodidae. Inga underarter finns listade i Catalogue of Life.